# Hypericum aciculare
Hypericum aciculare är en johannesörtsväxtart som beskrevs av Carl Sigismund Kunth. Hypericum aciculare ingår i släktet johannesörter, och familjen johannesörtsväxter. Inga underarter finns listade i Catalogue of Life.